# Hitzacker
Hitzacker (Elbe) är en stad i Landkreis Lüchow-Dannenberg i förbundslandet Niedersachsen i Tyskland.
Staden ingår i kommunalförbundet Samtgemeinde Elbtalaue tillsammans med ytterligare nio kommuner.